# Open Canada Cup
A Open Canada Cup foi uma competição de futebol disputada no Canadá por times locais. Era o equivalente canadense a campeonatos como a Copa do Brasil, Copa da Inglaterra, Taça de Portugal, Copa do Rei da Espanha, Copa Chile, US Open Cup, etc.

## História
Disputada ininterruptamente entre 1998 e 2007. Era uma competição aberta a equipes profissionais e amadoras que fazem parte da Canada Soccer League, a liga de futebol canadense. Em 2006, foi permitida a participação do Toronto Linx, equipe de futebol canadense que joga na USL Development League, uma liga estadunidense.

### Cancelamento em 2008
A partir de 2008, a Open Canada Cup foi cancelada devido à realização do Campeonato Canadense de Futebol.

## Campeões
| Ano  | Campeão                                                             | Placar                  | Vice-campeão                               |
| ---- | ------------------------------------------------------------------- | ----------------------- | ------------------------------------------ |
| 1998 | Toronto Olympians · Gus Kouzmanis 44', 66' · Eddy Berdusco 66'      | 3-0                     | St. Catharines Wolves                      |
| 1999 | Toronto Olympians · Chris Handsor 40' · Elvis Thomas 62', 66'       | 3-0                     | Toronto Croatia                            |
| 2000 | Toronto Olympians · Elvis Thomas 4'                                 | 1-0                     | St. Catherines Wolves                      |
| 2001 | Ottawa Wizards · Abraham Osman 9'                                   | 1-0                     | Toronto Supra                              |
| 2002 | Ottawa Wizards · Kevin Nelson 66'                                   | 2-0                     | Toronto Croatia                            |
| 2003 | London City · Eris Tafas 30'                                        | 1-1 Prorrogação 4-2 pen | Metro Lions · Craig Patton 84'             |
| 2004 | Windsor Border Stars · Tati Errecalde 25'                           | 1-1 Prorrogação 4-2 pen | Ottawa St. Anthony Italia · Egar Soigo 11' |
| 2005 | Windsor Border Stars · Radek Papiez 49', 51' · Aaron Byrd 82'       | 3-0                     | London City                                |
| 2006 | Ottawa St. Anthony Italia · Abraham Osman 55', 81'                  | 2-0                     | Toronto Lynx                               |
| 2007 | Trois-Rivières Attak · Nicolas Lesage 53' · Danny Anderson 74', 81' | 3-0                     | ColumbusClan FC                            |

## Maiores vencedores
| Equipe                    | Campeão | Vice-campeão | Ano(s)           |
| ------------------------- | ------- | ------------ | ---------------- |
| Toronto Olympians         | 3       |              | 1998, 1999, 2000 |
| Ottawa Wizards            | 2       |              | 2001, 2002       |
| Windsor Border Stars      | 2       | 0            | 2004, 2005       |
| London City               | 1       | 1            | 2003             |
| Ottawa St. Anthony Italia | 1       | 1            | 2006             |
| Trois-Rivières Attak      | 1       | 0            | 2007             |
| St. Catharines Wolves     | 0       | 2            | -                |
| Toronto Croatia           | 0       | 2            | -                |
| Toronto Supra             | 0       | 1            | -                |
| Metro Lions               | 0       | 1            | -                |
| Toronto Lynx              | 0       | 1            | -                |
| ColumbusClan FC           | 0       | 1            | -                |